# 1176

## Догађаји
- Цар Манојло I Комнин окупља византијске експедиционе снаге и маршира ка Иконијуму, селџучкој престоници. У међувремену, хорде селџучких Турака уништавају усеве и трују залихе воде, како би отежали Манојлов марш, и узнемиравају византијску војску, како би је присилили да уђе у долину Меандер. Килиџ Арслан II, владар Султаната Рум, чује за експедицију и шаље изасланике да траже мир.
- 17. септембар – Битка код Мириокефалона: Селџучки Турци побеђују византијске снаге предвођене Манојлом I, које су упале у заседу док су се кретале кроз уски планински превој близу језера Бејшехир. Византинци су расејани и окружени. Трпе тешке губитке, а њихова опсадна опрема је уништена. Манојло бежи у паници и приморан је да потпише мировни споразум са Килиџ Арсланом II.
- 29. мај – Битка код Ленана: Царска војска (око 5.500 људи) предвођена царем Фридрихом I Барбаросом поражена је од стране снага Ломбардске лиге, што је довело до pactum Anagnium (Споразума из Анања).
- Суд у Нортхемптону: Краљ Хенри II утврђује правила за спровођење кривичног правосуђа која је поставио 1166. године у Кларендону.
- Ал-Адил I, ајубидски гувернер Египта, гуши побуну хришћанских Копта у граду Кифт, обесивши скоро 3.000 њих на дрвећу у близини града.
- Саладин побеђује зангидске снаге пред Дамаском и жени се Нур ал-Диновом удовицом Асимат. 24. јуна прихвата примирје и признат је за суверена над Сиријом.
- Лето – Саладин завршава опсаду исмаилитске („убице“) тврђаве Масјаф, којом командује Рашид ал-Дин Синан.
- Јесен – Вилијам од Монферата (Дуги мач) жени се шеснаестогодишњом принцезом Сибилом, сестром краља Балдуина IV (Губавца).
- Рејналд од Шатијона је пуштен и откупљен из затвора у Алепу, заједно са Жосленом III, титуларним грофом Едесе.
- Јесен – Фридрих I склапа мир са папом Александром III и признаје његов легитимитет као папе Католичке цркве.

## Смрти
- Андроник Комнин Ватац
- Атанасије Затворник

- Јован Дука Комнин
- Јован Кантакузин (севаст)